# 패트리시아 모로우

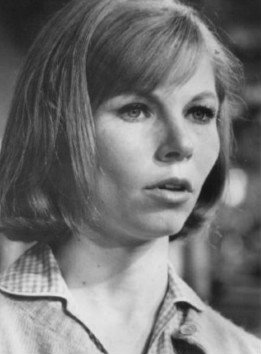

패트리시아 모로우(Patricia Morrow, 1944년 2월 17일 ~ )는 미국의 배우, 텔레비전 배우, 영화배우이다.
로스앤젤레스에서 태어났다.

## 영화
- 페이튼 플레이스 - TV 시리즈 (1964년)
- 나의 세 아들 (1960년)
- 미키 마우스 클럽 (1955년)
- 아티스트 & 모델 (1955년)